# Marie Menage
Marie Pascale Menage (ur. 16 czerwca 1967) – maurytyjska windsurferka, olimpijka.
Wystąpiła na Letnich Igrzyskach Olimpijskich 1992, podczas których zajęła 23. miejsce – wyprzedziła wyłącznie Lindę Yeomans z Guamu. Menage jest jedynym sportowcem, który reprezentował Mauritius w żeglarstwie podczas igrzysk olimpijskich (stan po igrzyskach w Tokio).